# Ponto impróprio

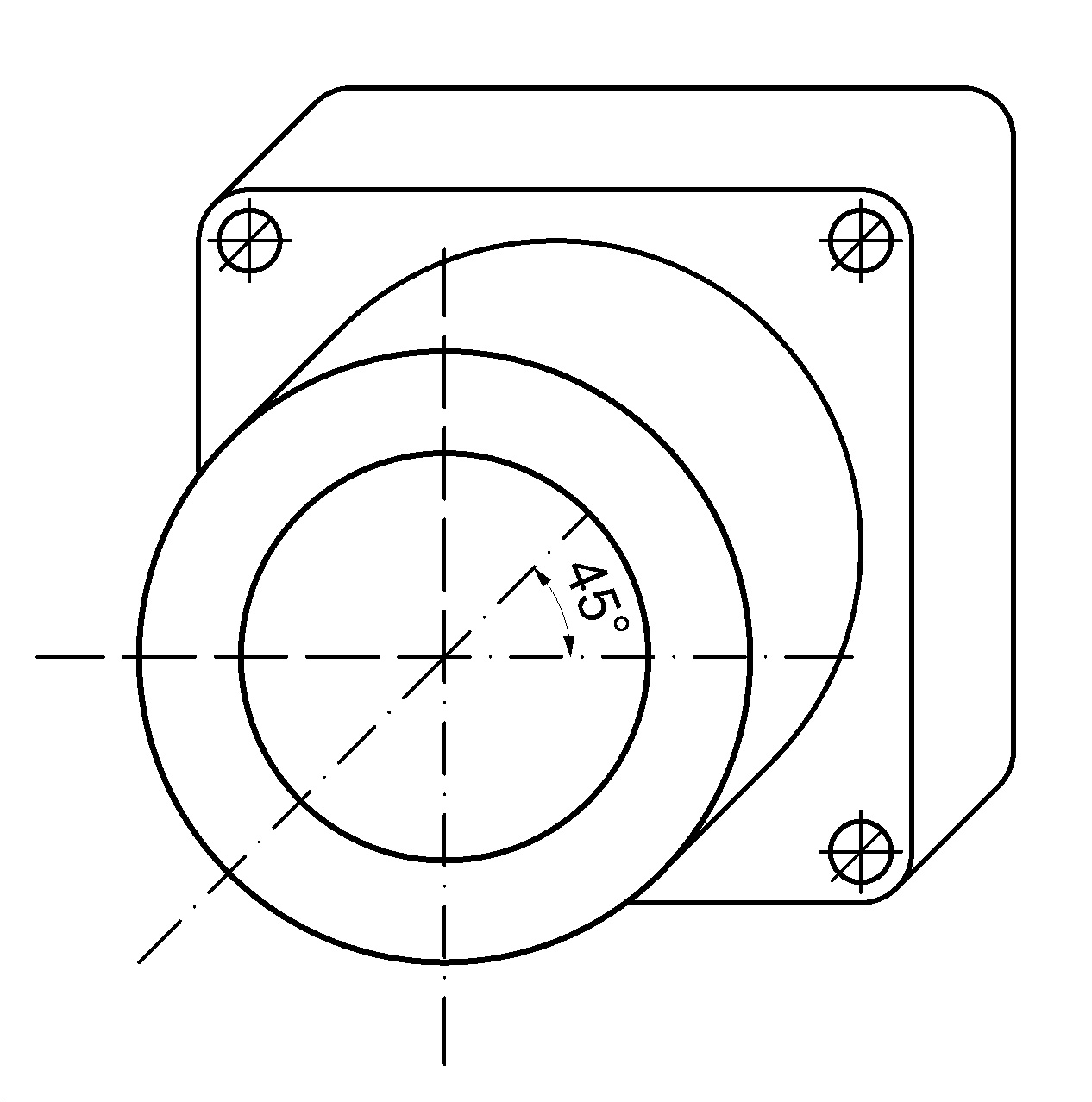
Processo de perspectiva cavaleira, cujos pontos de fuga são pontos impróprios.

No desenho projetivo, um ponto impróprio representa uma direção de reta, de forma que duas retas que, no plano euclidiano, seriam paralelas, no plano projetivo se interceptam no infinito.
Chamado também de ponto ideal. É notado por uma letra maiúscula acompanhada do símbolo do infinito P∞.

## Aplicações gráficas
Nos processos de perspectiva cônica, com um ou dois pontos de fuga, a projeção dos pontos impróprios se dá no quadro de visão, mais precisamente na linha do horizonte, é são conhecidos como pontos de fuga.
Nos processos de perspectiva paralela, os pontos de fuga são impróprios, pois estes se encontram no infinito.